# Reflação
Reflação é a ação de estimular a economia através do aumento do suprimento de moeda ou reduzindo taxas, é o oposto de desinflação. Uma política na qual um governo utiliza estímulos fiscais ou monetários, a fim de expandir a produção e o rendimento do país. As possibilidades incluem reduzir os impostos, alterando o suprimento de moeda, ou até ajustando a taxa de juros.